# Staffan Carlén
Carl Åke Staffan Carlén, född 7 januari 1944 i Jönköpings Kristina församling, Jönköpings län, är en svensk museiman.
Staffan Carlén, som är son till byråintendenten Åke Carlén och Vera Lundström, växte upp i Jönköping. Han studerade vid Uppsala universitet, där han tog en ämbetsexamen 1970, och vid Yale University i USA. Han disputerade i juni 1990 vid Umeå universitet på en avhandling i etnologi om Nordiska museets utställningsverksamhet under dess första hundra år.
Han arbetade som amanuens på Nordiska museet 1973–74, på Medborgarskolan 1975–76 och därefter under åtta år 1977–83 på Riksutställningar. Han blev chef för Millesgården 1984 och för Nordiskt konstcentrum på Sveaborg i Helsingfors 1990. Han var därefter återigen intendent för Millesgården 1994–2004.